# Desert Camouflage Uniform

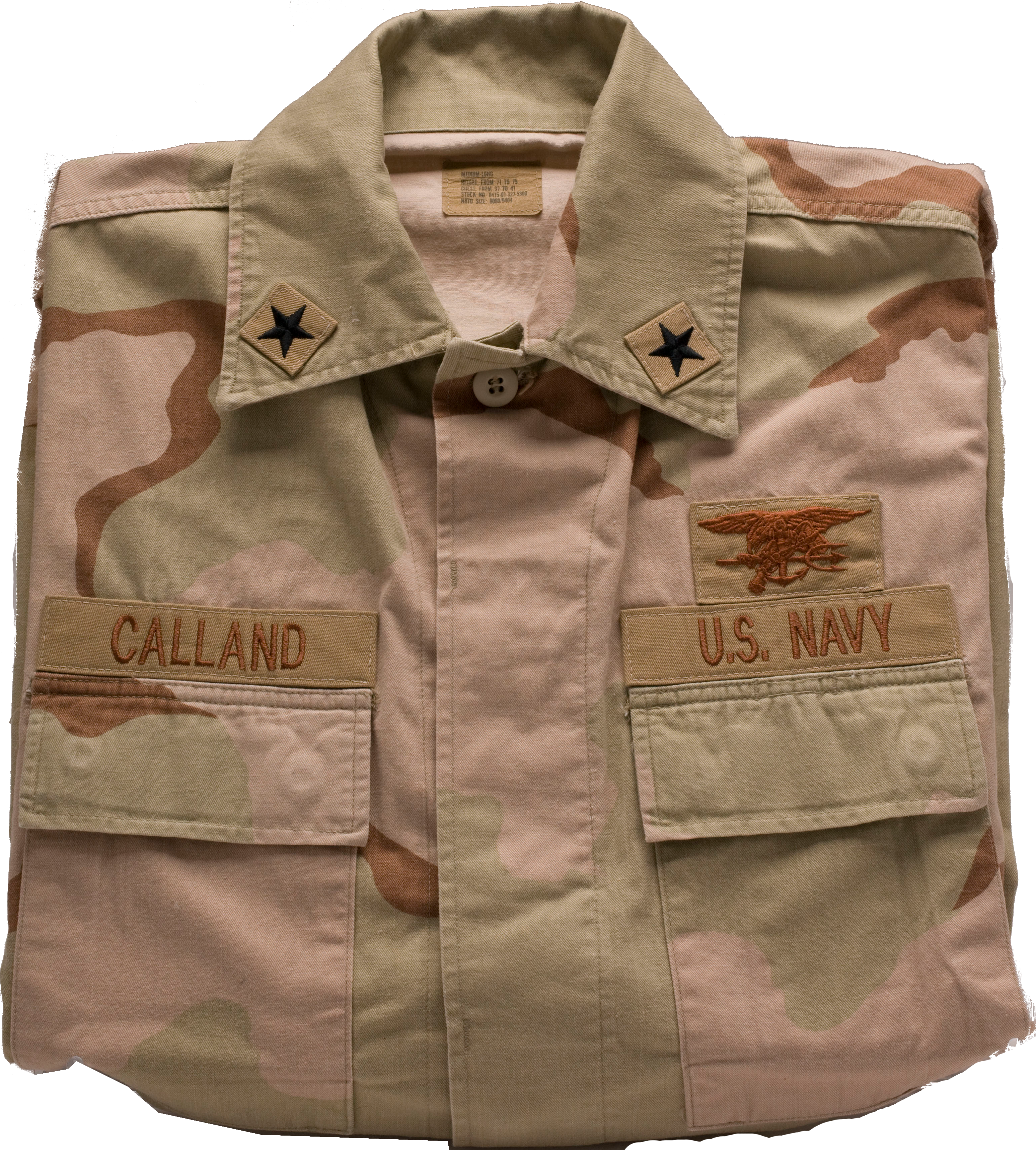
Veste DCU de la marine américaine (U.S. Navy) de l'amiral Calland, pliée et boutonnée..

Le Desert Camouflage Uniform (DCU) est un uniforme de camouflage en milieu aride utilisé par les forces armées américaines du milieu des années 1990 au début des années 2010. En termes de motifs et de coupe textile, elle est identique à l'uniforme Battle Dress Uniform (BDU) de l'Armée américaine (US Army), mais présente un motif de camouflage en milieu désertique à trois couleurs (marron foncé, vert olive pâle et beige), par opposition au motif boisé à quatre couleurs du BDU. Il remplace l'ancien uniforme de combat dans le désert (Desert Battle Dress Uniform - DBDU), qui présentait un motif "pépite de chocolat" à six couleurs, à savoir beige, vert olive pâle, deux tons de brun et des taches de pierre noires et blanches. Bien que les forces armées américaines ne l'utilisent plus en première ligne, certaines pièces et certains équipements imprimés dans le motif de camouflage DCU sont utilisés en nombre limité, comme les combinaisons et/ou les gilets MOPP (Mission Oriented Protective Posture - équipement de protection utilisé par le personnel militaire américain dans un environnement toxique, par exemple lors d'une attaque chimique, biologique, radiologique ou nucléaire (CBRN)).

## Histoire

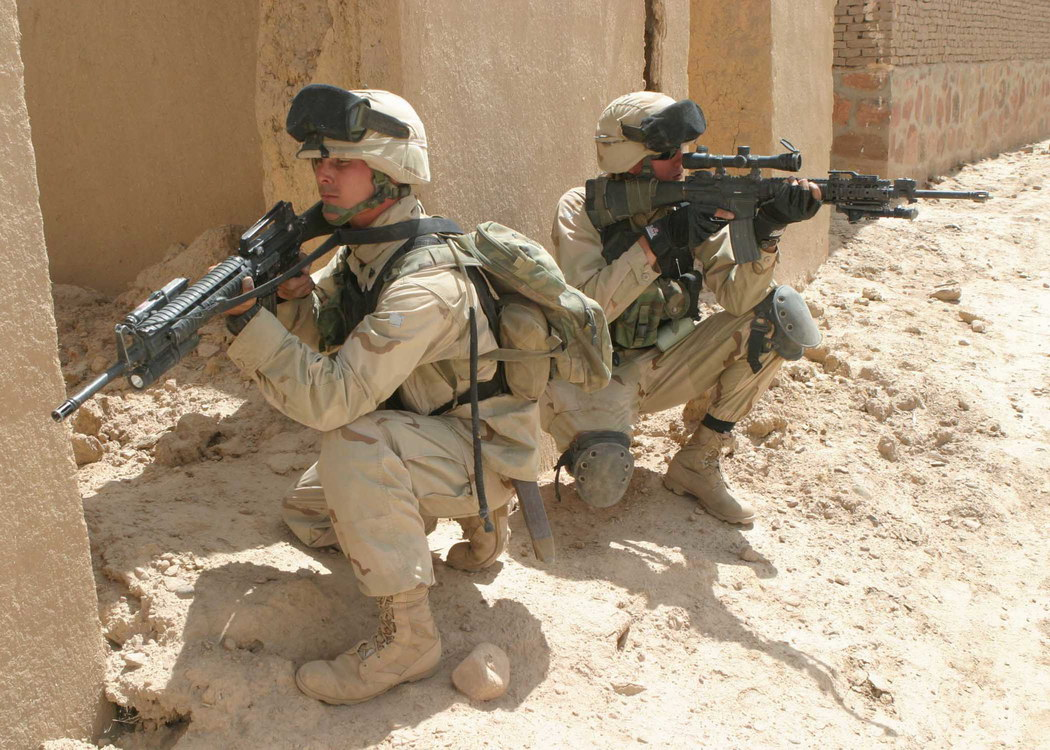
Marines du 6e régiment de Marines des États-Unis portant des DCU en 2004; l'USMC a utilisé le DCU en avril 2005 au plus tard.

Développé à la fin des années 1980 et distribué pour la première fois en quantité très limitée en 1990 en tant que modèle expérimental, le DCU et son schéma de camouflage, officiellement connu sous le nom de "Desert Camouflage Pattern" et familièrement appelé "coffee stain camouflage", a été développé pour remplacer l'uniforme de camouflage du désert à six couleurs "chocolate-chip camouflage", qui a été jugé inadapté à la plupart des théâtres de combat dans le désert. Contrairement au DBDU original à six couleurs, qui était destiné à un champ de bataille désertique plus rocailleux et plus élevé, ce qui n'était pas souvent le cas, le DCU a été créé principalement pour un champ de bataille désertique plus bas, plus ouvert et moins rocailleux, qui est devenu courant tout au long de la guerre du golfe Persique. En tant que modèle de remplacement, cela signifiait qu'une nouvelle région aride devait être utilisée pour tester l'efficacité de la DCU. Des échantillons de sol désertique provenant de certaines régions du Moyen-Orient, à savoir l'Arabie saoudite et le Koweït, ont été utilisés comme lieux d'essai pour trouver les palettes de couleurs appropriées.
Bien que le DCU ait existé pendant la guerre du Golfe persique, la grande majorité du personnel militaire américain en Arabie saoudite, au Koweït et en Irak a porté le DBDU pendant toute la durée de la guerre, à l'exception de certains généraux de l'armée américaine qui ont reçu le DCU un mois après la campagne aérienne de l'opération "Tempête du désert". Norman Schwarzkopf, alors commandant du CENTCOM et chef des forces américaines pendant l'opération Tempête du désert, a reçu une veste de campagne M-65 ainsi qu'un manteau et un pantalon dans le nouveau motif de couleur DCU peu avant la fin de la guerre.
En 1992, les premiers lots de DCU à grande échelle ont été distribués d'abord par l'Armée américaine (United States Army) et, dans l'année qui a suivi, par l'Armée de l'air américaine (United States Air Force). Ils ont remplacé la majorité des DBDU en 1993, tandis que la marine américaine (United States Navy) et les Marines américains (United States Marine Corps) ont remplacé leurs anciens treillis du désert à six couleurs entre 1993 et 1995.

### L'Armée américaine (U.S. Army)
Mis en service pour la première fois en 1991, le DCU a été le principal modèle de combat dans le désert de l'Armée de terre américaine de 1992 à 2004. En juin 2004, l'Armée a dévoilé un nouveau motif de camouflage appelé UCP (Universal Camouflage Pattern), qui sera utilisé sur l'uniforme successeur du DCU, l'Army Combat Uniform (ACU).
Fin 2004, certains soldats de l'Armée américaine déployés en Irak ont reçu l'"uniforme de combat rapproché", une variante du DCU présentant des caractéristiques similaires à celles de l'ACU, telles que des poches d'épaule fixées par des bandes Velcro, un col redessiné et des insignes de grade portés sur la poitrine. Fabriqués par American Power Source, Inc., ils n'ont été utilisés que brièvement, car ils ont été distribués peu avant l'introduction de l'ACU plus récent, entre le milieu et la fin de l'année 2005,.
À la mi-2005, le DCU et le BDU ont commencé à être progressivement abandonnées au sein de l'Armée américaine. En 2007, la plupart des soldats américains portaient l'ACU, la DCU et la BDU ayant été entièrement remplacées au début de l'année 2008,.

### Corps des Marines des États-Unis (U.S. Marine Corps)
À la suite de l'Armée de terre, le Corps des Marines des États-Unis a commencé à distribuer le DCU de 1993 à 1995, qui est restée l'uniforme de combat standard et aride du Corps des Marines de 1993 à 2003. En janvier 2002, l'U.S. Marine Corps a été la première branche à remplacer ses BDU et DCU par le Marine Corps Combat Utility Uniform (MCCUU), qu'il a complètement remplacé en avril 2005.

### L'Armée de l'air américaine (U.S. Air Force)
À l'instar de l'Armée de terre, l'Armée de l'air a commencé à distribuer le DCU en 1992, qui est resté son principal uniforme de combat dans le désert jusqu'en 2011. L'U.S. Air Force a officiellement remplacé le BDU et le DCU le 1er novembre 2011 par l'Airman Battle Uniform (ABU), bien que la plupart des aviateurs aient utilisé l'ABU pendant quelques années avant cette date.

### Marine américaine (U.S. Navy)
La marine américaine a utilisé le DCU de 1993 à 2010, date à laquelle il a été remplacé par la variante aride de l'uniforme de travail de la marine (Navy Working Uniform - NWU), connue sous le nom de NWU Type II. Le DCU a été retiré de la circulation par la marine fin 2012.

### Garde côtière américaine (U.S. Coast Guard)
Le DCU a été introduite dans les garde-côtes dans les années 1990. L'USCG a officiellement mis fin au DCU et au BDU en 2012.

## Versions de l'uniforme de combat

### DCU en tissu sergé (1990-1991)
La première version produite en 1990 et 1991 a été utilisée principalement par l'USAF pendant la guerre du Golfe, puis par l'Armée de terre en Somalie. Le tissu était composé à 50 % de coton et à 50 % de nylon et était tissé en sergé comme le DBDU. La coupe est basée sur le deuxième modèle DBDU qui n'a pas de renforts aux coudes, aux genoux et entre les jambes.

### DCU 100% coton ripstop (1991-1993)
Pendant l'opération Tempête du désert (Desert Storm) et l'opération Bouclier du désert (Desert Shield), le général Norman Schwarzkopf a réorienté de nombreuses plaintes de ses troupes vers le département de la Défense (United States Department of Defense, DOD). Ses préoccupations ont contribué à la mise en place des Desert combat boot et du deuxième modèle de DBDU. Mais le mécontentement des troupes à l'égard des uniformes fournis pour la guerre persiste. En réponse à cette situation, plusieurs modifications sont apportées au DCU. Tout comme ce fut le cas pour le BDU après l'opération Urgent Fury. Cette version du DCUCprésente le tissu de l'uniforme HWBDU (Hot Weather Battle Dress Uniform), et conserve les détails du premier modèle DBDU, à savoir les renforts et la doublure dans le dos de la chemise. Le moyen le plus simple de distinguer cette version des autres est d'observer les sangles d'ajustement à la taille qui se trouvent sous les manches. Il est possible que les opérateurs Delta l'aient portée pendant l'opération Gothic Serpeant, car la logistique leur donnait la priorité. Mais les autres unités ont probablement continué à porter le DCU en tissu sergé, car il était déjà disponible depuis 1990 et 1991.

### Popeline Ripstop DCU (1994-1996)
À la suite des développements réalisés pour l'EHWBDU (Enhanced Hot Weather Battle Dress Uniform), une nouvelle version du DCU a été réalisée. L'étiquette du contrat la décrit comme une Popeline Windproof Ripstop, composée de 50 % de nylon et de 50 % de coton, à l'image du nouvel uniforme BDU. Mais contrairement à ce dernier, il ne présente pas de renforts aux coudes et aux genoux, tout comme le tissu sergé.

### Tissu Ripstop DCU (1997-2004)
La dernière version définitive de l'uniforme du désert. Il s'agit d'un reflet de l'EHWBDU, comportant des renforts aux coudes et aux genoux, ainsi qu'un ajustement au poignet. Le tissu reste du ripstop 50 % nylon 50 % coton. Cette version de l'uniforme du désert est divisée en deux versions, l'une avec un col plus court et l'autre avec un col plus long (surnommé "col Elvis" par les troupes). On pense que le col Elvis a été conçu pour être utilisé avec les gilets pare-balles. Le DCU Ripstop est le plus utilisé pendant la guerre en Irak et en Afghanistan. Toutefois, en raison de problèmes logistiques, il est possible de voir de nombreuses photos de militaires portant des versions antérieures de l'uniforme.

### Uniforme de combat rapproché (2004)
L'uniforme de combat rapproché (Close Combat Uniform - CCU) était un uniforme expérimental produit à la fois sur le camouflage M81 Woodland et Desert Camouflage Pattern, un pont entre les anciens uniformes et le nouvel ACU. Il reprenait certains comportements des forces spéciales, notamment des Rangers, des Seals, de la Delta Force, des Bérets verts et des Marsoc. Depuis le Vietnam, les Bérets verts avaient l'habitude de coudre des poches supplémentaires sur les manches de leurs Jungle Fatigues, et cette tradition s'est perpétuée à travers toutes les générations. Les BDU et DCU ont également été modifiés, et ces modifications sont connues sous le nom de "Raid Mod". Le CCU a été conçu dans cette optique, les poches à la taille ont été supprimées et des poches ont été ajoutées au niveau des bras. Col Mao fermé par des velcros, ajustement des poignets par velcro, poches de poitrine inclinées fermées par des velcros. Sur le pantalon, des poches au mollet et des poches cargo inclinées. L'ACU a conservé la plupart des modifications, en faisant de légers ajustements et en ajoutant des inserts pour les protections souples des genoux et des coudes, ainsi que des réflecteurs IR sur les poches de bras.

## Utilisateurs

### Actuel
- Arabie saoudite[9]
- Argentine : utilisé par les troupes argentines dans le cadre d'opérations de maintien de la paix[10].
- Arménie : utilisé par les soldats de la paix arméniens en Irak.
- Azerbaijan : utilisé par les soldats de la paix azéris en Irak.[11]
- Bosnie-Herzégovine : utilisé par les troupes bosniaques en Afghanistan[12].
- Émirats arabes unis[13]
- Géorgie : DCU est le principal motif de camouflage utilisé par les unités géorgiennes en Irak. Il a également été utilisé lors des premières phases des missions géorgiennes en Afghanistan avant d'être remplacée par le MultiCam, dont l'utilisation est encore limitée par les Forces d'opérations spéciales géorgiennes[12].
- Égypte
- Israël : utilisé par l'armée israélienne en tant qu'OPFOR.[14]
- Niger[15]
- Sénégal
- Thaïlande : utilisé par le Volunteer Defense Corps[16].

### Anciennement
- République islamique d'Afghanistan : connu pour être utilisé par les commandos afghans de la Task Force 444[17].
- Australie : utilisé par l'OPFOR dans les années 1990 et 2000 pour des jeux de guerre.
- Chili
- Croatie[18]
- Dominican Republic
- Haïti
- Irak
- Koweït
- Lettonie
- Pays-Bas[19]
- Macédoine du Nord[20]
- Slovénie : utilisé jusqu'en 2013, date à laquelle le SloCam a été adopté[21].
- États-Unis
  -  US Army, remplacé par l'Army Combat Uniform à la fin des années 2000
  -  US Marine Corps, remplacé par le Marine Corps Combat Utility Uniform au milieu des années 2000[22]
  -  US Navy, remplacé par le Navy Working Uniform au début des années 2010[8]
  -  US Air Force, remplacé par l'Airman Battle Uniform au début des années 2010

## Source
- (en) Cet article est partiellement ou en totalité issu de l’article de Wikipédia en anglais intitulé « Desert Camouflage Uniform » (voir la liste des auteurs).